# Swing (The Manhattan Transfer)
Swing è un album del gruppo vocale statunitense The Manhattan Transfer, pubblicato nel 1997 dalla Atlantic Records.

## Tracce
1. Stomp of King Porter - (Jelly Roll Morton, Jon Hendricks) - 3:12
2. Sing a Study in Brown - (Count Basie, Larry Clinton, Jon Hendricks) - 2:51
3. Sing Moten's Swing - (Buster Moten, Bennie Moten, Jon Hendricks) - 3:36
4. A-Tisket, A-Tasket - (Al Feldman, Ella Fitzgerald) - 2:57
5. I Know Why (And So Do You) - (Mack Gordon, Harry Warren) - 3:34
6. Sing You Sinners - (Sam Coslow, W. Frank Harling) - 2:45
7. Java Jive - (Milton Drake, Ben Oakland) - 2:51
8. Down South Camp Meetin' - (Fletcher Henderson, Jon Hendricks, Irving Mills) - 3:15
9. Topsy - (Edgar Battle, Eddie Durham) - 3:14
10. Clouds - (Django Reinhardt, Jon Hendricks) - 7:12
11. Skyliner - (Charlie Barnet) - 3:11
12. It's Good Enough to Keep (Air Mail Special) - (Charlie Christian, Benny Goodman, Jimmy Mundy, Alan Paul) - 3:11
13. Choo Choo Ch'Boogie (live) - (Denver Darling, Milt Gabler, Vaughn Horton) - 3:00

## Formazione
- The Manhattan Transfer - voce
  - Cheryl Bentyne
  - Tim Hauser
  - Alan Paul
  - Janis Siegel

## Edizioni
- 1997 – CD, Atlantic Records 7567-83012-2
- 2010 – Original Album Series, CD (x5), Rhino Records 8122798369